# Цемент (фільм)
«Цемент» — радянський двосерійний телефільм-виробнича драма 1973 року, знята режисерами Олександром Бланком і Сергієм Лінковим на кіностудії «Ленфільм».

## Сюжет
Телефільм за мотивами однойменного роману Федора Гладкова. Про відновлення цементного заводу, зруйнованого в роки Громадянської війни.

## У ролях
- Людмила Зайцева — Даша Чумалова, дружина Гліба, активістка жіночого відділу
- Роман Громадський — Гліб Чумалов, секретар парткому
- Ірина Губанова — Поля Івагіна, сестра білогвардійця, активістка жіночого відділу
- Валентин Гафт — Дмитро Івагін, білогвардієць
- Бруно Фрейндліх — Герман Германович Клейст, головний інженер
- Армен Джигарханян — Ілля Бадьїн, голова виконкому
- Юрій Дубровін — Громада, активіст завкому
- Ігор Класс — Лошак, голова завкому
- Борис Юрченко — Савчук, робітник, сусід Чумалових
- Наталія Гундарева — Мотя, дружина Савчука (роль озвучена іншою актрисою)
- Віктор Сергачов — Бринза, заводський інженер, «цар машин»
- Григорій Острін — Чібіс, голова НК
- Ернст Романов — Шрам, голова раднаргоспу
- Георгій Бурков — Мітька Стригунов, робітник
- Зінаїда Афанасенко — Авдотья
- А. Баранов — епізод
- Сергій Голубєв — Петрович, робітник-слюсар
- Кирило Гун — Якоб
- Олексій Кожевников — Пепло, секретар голови виконкому
- Пантелеймон Кримов — Івагін, батько Полі та Дмитра
- В. Мартюк — епізод
- Тетяна Напрієнкова — активістка
- Віктор Перевалов — робітник, трубач у самодіяльному оркестрі
- Віктор Терехов — конвоїр
- Ніна Філонова — вчителька
- Еліна Деменкова — Нюра, дочка Даші та Гліба Чумалових
- Юрій Гончаров — Сапєлкін, однополчанин Чумалова
- П. Кушнарьов — епізод
- Петро Лисенко — епізод
- Леонід Неведомський — голова Головцементу
- Олександр Соколов — робітник
- Сергій Полежаєв — голова волосного виконкому на прийомі у Бадьїна
- Геннадій Дюдяєв — волторніст, молодий робітник
- Сергій Кисельов — робітник
- Жанна Сухопольська — член бюро
- Валерій Філонов — робітник
- Галина Чигінська — секретар голови Головцементу
- Володимир Марков — робітник
- І. Антонов — робітник
- Альберт Пєчніков — епізод
- Василь Курашов — епізод
- Світлана Кірєєва — рибалка

## Знімальна група
- Режисери — Олександр Бланк, Сергій Лінков
- Сценарист — Євген Мітько
- Оператор — Костянтин Рижов
- Композитор — Надія Симонян
- Художник — Василь Зачиняєв